# Milena Vuković
Milena Vuković (* 23. Februar 1985 in Bački Petrovac, SFR Jugoslawien) ist eine serbische Fußballspielerin.

## Karriere

### Verein
Vuković startete ihre Karriere beim ŽFK Spartak Subotica. Im Sommer 2005 verließ sie Subotica und wechselte zum ŽFK Sušica Kragujevac, wo sie drei Jahre in der höchsten serbischen Frauenklasse Super liga Srbije spielte. Anschließend verließ sie den Verein und wechselte im Sommer 2008 zum Super-liga-Srbije-Rivalen ŽFK Šabac. Sie spielte ein Jahr für Šabac und wechselte mit Beginn der Rückrunde 2008/09 auf Leihbasis zum ŽFK Mašinac Niš. Nach einem halben Jahr kehrte Vuković zu ŽFK Šabac zurück und spielte für den Verein bis zum Sommer 2010. Im Juli 2010 ging sie dann zum ŽFK Napredak Kruševac und spielte für den Verein die nächsten zwei Jahre. Im Januar 2012 verließ Vuković Kruševac in Richtung ŽFK Požarevac, wo sie wiederum nur ein halbes Jahr spielte. Im Anschluss daran verließ sie erstmals ihre Heimat Serbien und entschied sich für einen Wechsel nach Kasachstan zum BIIK Kazygurt. Dort wurde sie auf Anhieb Meister des Kazakhstani Championship und spielte für den Verein in der UEFA Women’s Champions League. Nach zwei Jahren, in denen sie eine Meisterschaft, zwei Pokalsiege und den Kazakh Super Cup mit BIIK Kazygurt gewann, wechselte sie im Juli 2014 nach Österreich zum SV Neulengbach.

### Nationalmannschaft
Sie wurde am 24. Mai 2008 gegen die Isländische Fußballnationalmannschaft der Frauen das erste Mal in die Serbische Fußballnationalmannschaft der Frauen berufen. Seither gehört Vuković zur Stammmannschaft der A-Nationalmannschaft Serbiens.

## Erfolge
Kazakhstani Championship (1)
- 2013

Kazakhstani Cup (2)
- 2012, 2013

Kazakh Super Cup (1)
- 2013

Prva ženska liga (1):
- 2009

Kupa Srbija za zene (1)
- 2009